# 臺灣保甲制度

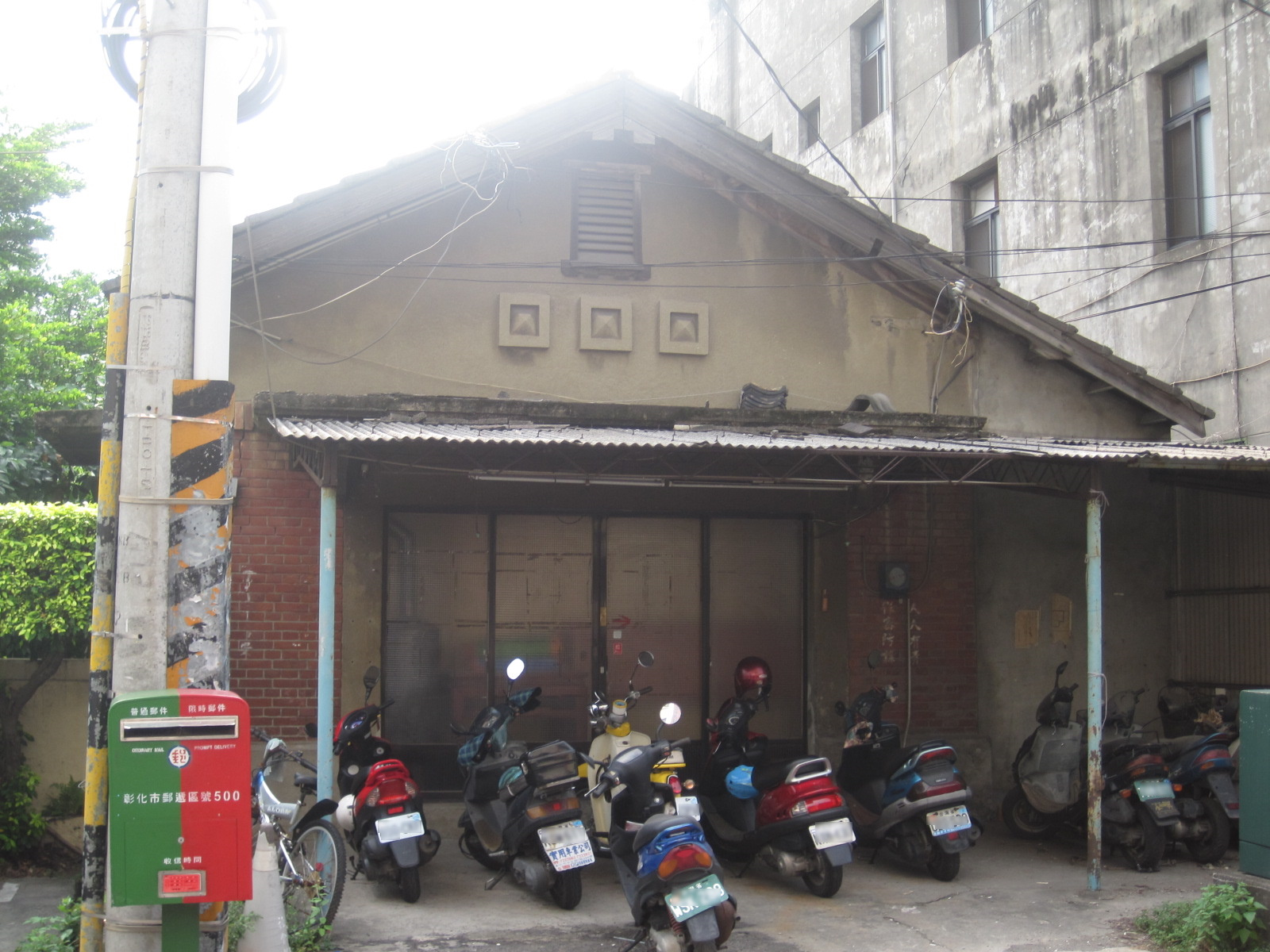
彰化的南郭保甲事務所

臺灣在清治時期便有隨其他省份實施保甲制度，在日本統治後，台灣總督府參考、修改並沿用了保甲制度，在二戰將結束時廢除。戰後國民政府大致將原本的保甲改制為現今的村里。

## 歷史
臺灣在清治時期便有隨其他省份實施保甲制度。
台灣在日本統治時期台灣總督府警察機構用來控制臺灣社會的制度也稱作保甲制度。起源於1899年5月8日拂曉，以陳秋菊為首的700名抗日人士，襲擊台北城、大稻埕。民政長官後藤新平召商人辜顯榮來商量鎮壓抗日與匪徒勢力之策。辜顯榮貢獻的「治匪」策，就是設「保甲制度」讓地方協力「治匪」。台灣總督兒玉源太郎發令創設「保甲總局」，命辜顯榮為保甲總局第一任局長，同時以「防範土匪活動」為由頒布《保甲條例》。辜顯榮花了2個月，募集17歲到47歲的男子組織「壯丁團」，並糾合各庄創立「聯庄保甲局」，從此對鎮壓抗日「匪徒」發揮了相當的效果。
而由於保甲局發揮了空前的成效，日方廢棄前任台灣總督乃木希典「由軍隊、憲兵、警察組成的三段警備制」，改採「保甲連坐」和「壯丁團」的「治匪」辦法。由日本警察領導保甲和壯丁團，但在台的日本本土人及外國人並不在此列。
此組織，乃仿效清朝以來就有的保甲組織，令十戶組一甲，十甲（百戶）組一保，互相監視告密，並規定連坐處罰。而每一甲設一甲長，每一保設一保正，甲長由甲內各戶選舉推派，保正由保內各戶選舉推派，再由地方官認可後出任，任期兩年、屬無給職，負責地方的治安問題。

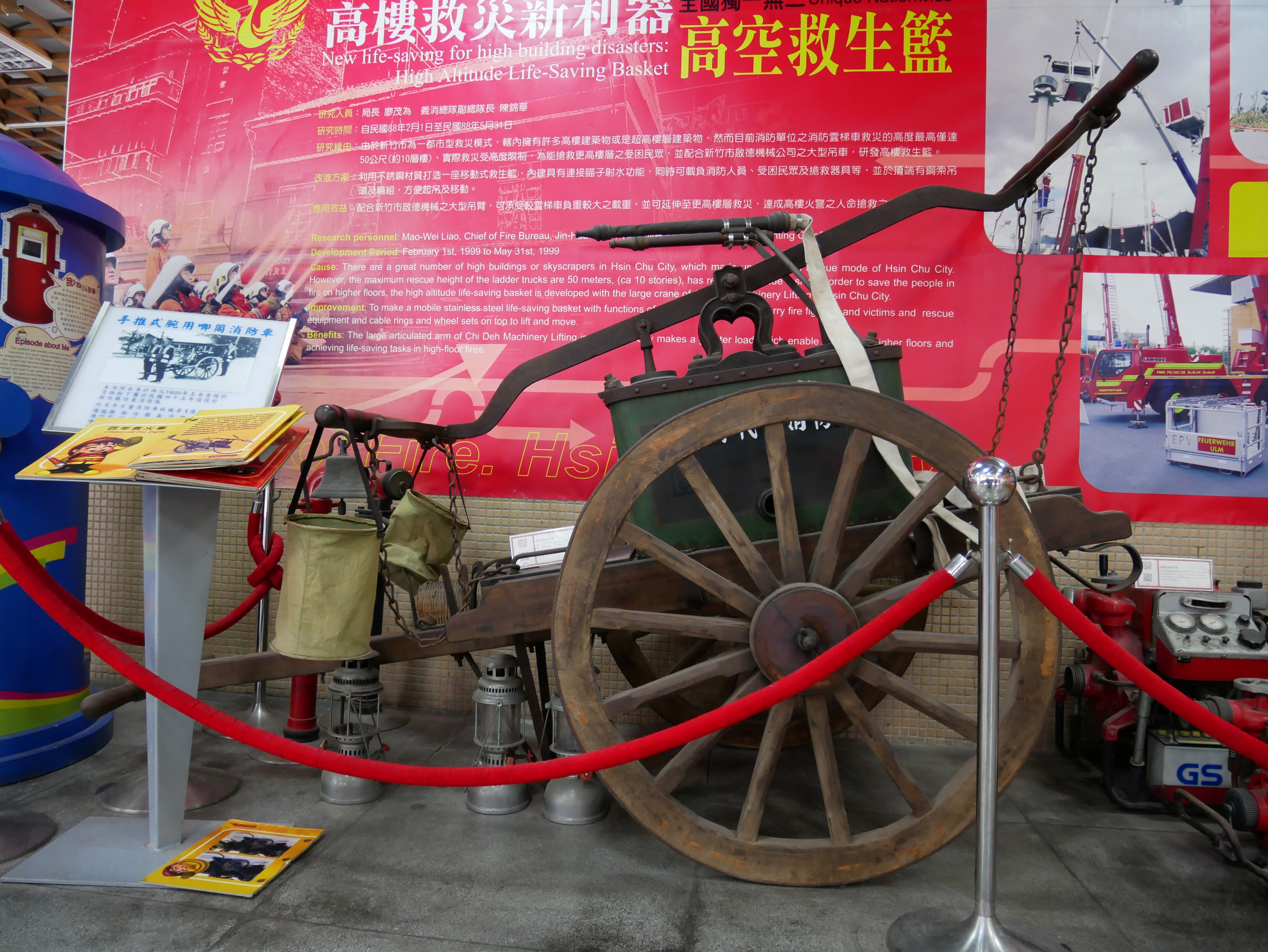
芎林壯丁團手推式腕用唧筒消防車

同時以強迫方式要村莊的青年、壯年男子加入「壯丁團」，加入條件有：年齡17至47歲、身體強健、「品性善良」等，並設有團長、副團長，亦為無給職，有效的控制和對付抗日活動。兒玉和後藤利用保甲制度和壯丁團維持治安，被認為是由當地的「土人」辜顯榮，給予日本統治者啟發的。
1905年，臺灣總督府以府令第81號，實施保甲徽章制度，明訂1906年2月1日起開始實施。推行制度理由為「使人一眼即可識別保正甲長，同時藉配戴徽章，促保正甲長審慎行動。」。
但隨著時間的推進，保甲及壯丁團的業務範圍擴大，除負責維持治安外，還包括調查戶口、監視村莊出入者、警戒自然災害、搜查抗日分子與鴉片買賣、協助預防傳染病與蟲害、義務勞動、修橋鋪路、徵收賦稅、禁止纏足等，皆為其工作。到此，已成為基層行政輔助單位，類似今日的鄰、里長。
保甲業務之繁重，可見1933年10月26日下山元七編著之《保甲常識讀本》，內容主要在論述保甲的意義與重要性，並逐一解說島內事情，主要分為生活改善、衛生、警察、農業、金融等，最後還附有保甲規約與共婚法。
1945年6月17日，總督府廢除保甲制度:85